# Соборний майдан (Полтава)
Собо́рний майда́н — одна із площ Шевченківського району Полтави. 
Соборний майдан — одна із найстаріших площ старовинної Полтави, розташована на високому плато у південно-східній частині міста, яке має історичну назву Іванова гора. З трьох боків оточена ярами. На її території досліджено найдавніше слов'янське поселення в межах міста. У XVII—XVIII століттях Соборна площа — центральний майдан Полтавської фортеці. Тут розміщалися Успенський собор, торгові ряди, адміністративні будинки, а з східного боку — підковоподібний бастіон, посилений дерев'яною Сампсоніївською вежею. Саме тут у 1709 році точилися найзапекліші бої. У 1909 році на честь захисників на місці бастіону споруджено Білу альтанку (ротонда Дружби народів). Після приходу радянської влади площу у 1925 році перейменували на Червону. У 1974 році поруч встановлено пам'ятний знак восьмисотріччю Полтави. За часів незалежності України, у 1999 році площі було повернено її історичну назву. На Соборному майдані розміщена садиба І. П. Котляревського та пам'ятник гетьману Івану Мазепі

## Пам'ятки історії та архітектури
Державний реєстр національного культурного надбання:
| Зображення | Дошка | Найменування пам'ятки                                           | Датування                    | Місцезнаходження   | Охоронний № та № у комплексі |
|            |       | Дзвіниця Успенського собору (мур.)                              | 1774-1801 роки               | Соборний майдан, 3 | 582 / 0                      |
|            |       | Меморіальний комплекс — садиба письменника І. П. Котляревського | друга половина XVII століття | Соборний майдан, 3 | 160002-Н                     |

## Галерея

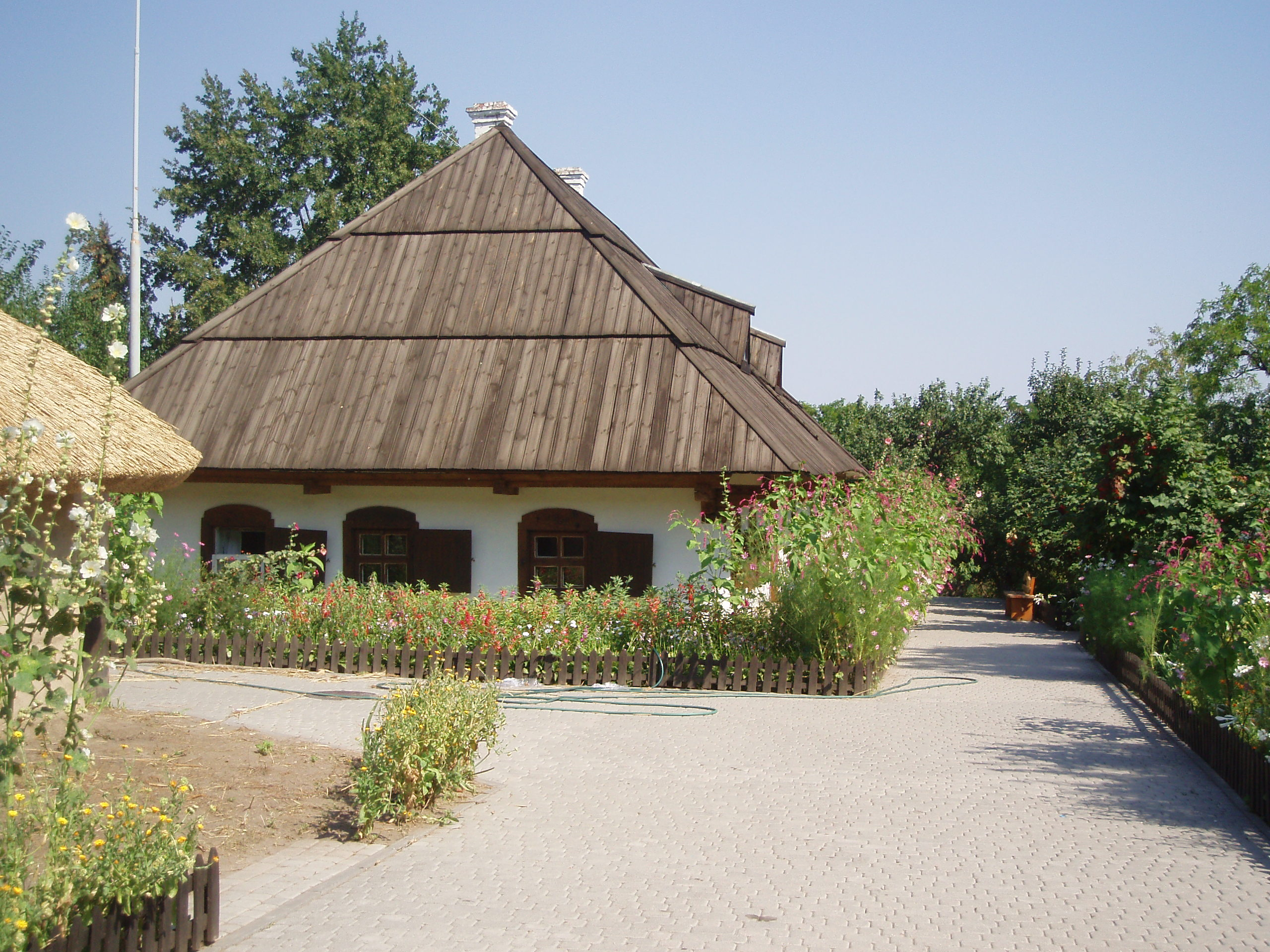
Садиба Івана Котляревського
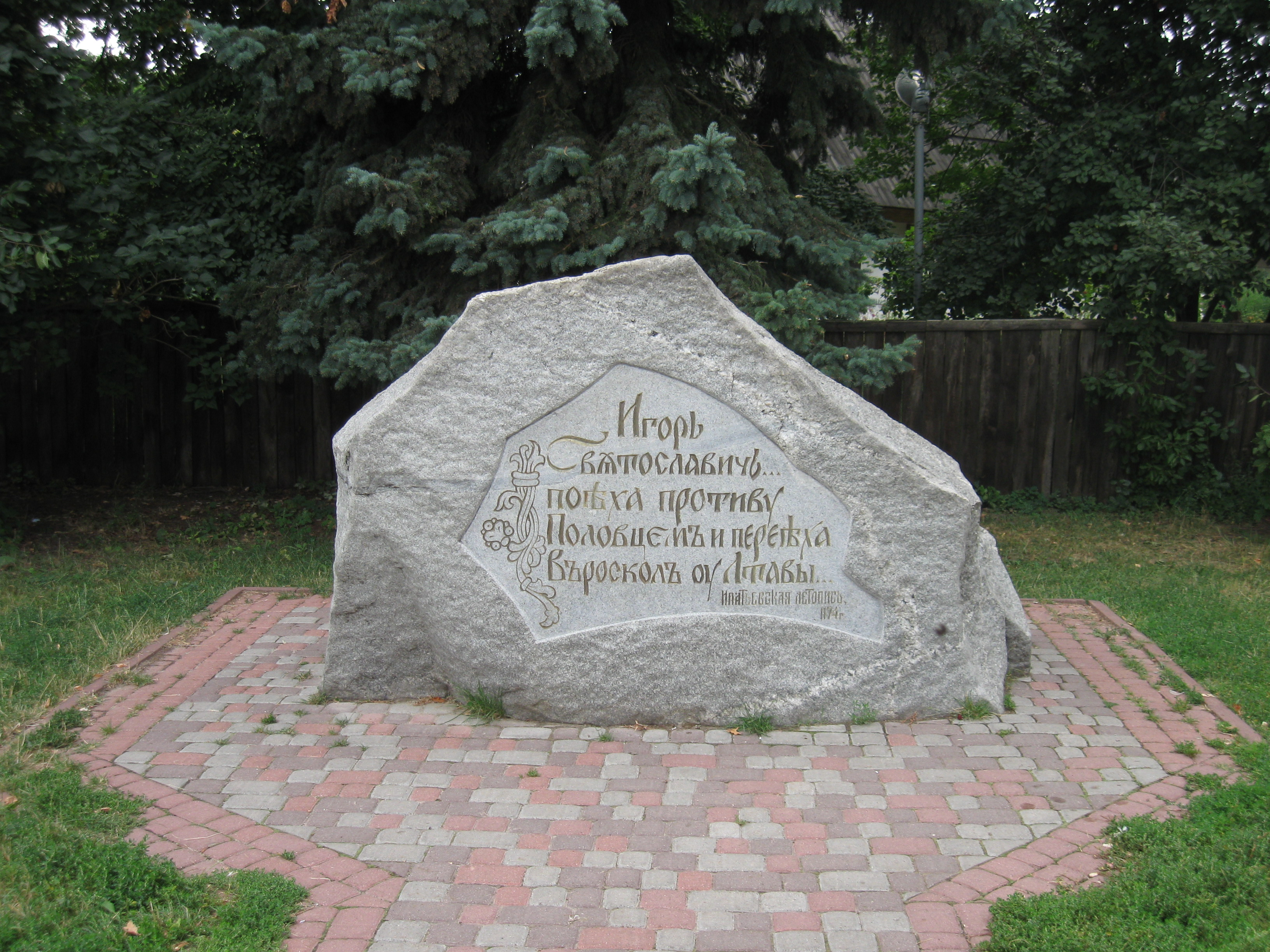
"Ігорів камінь". Пам'ятний знак восьмисотріччю Полтави
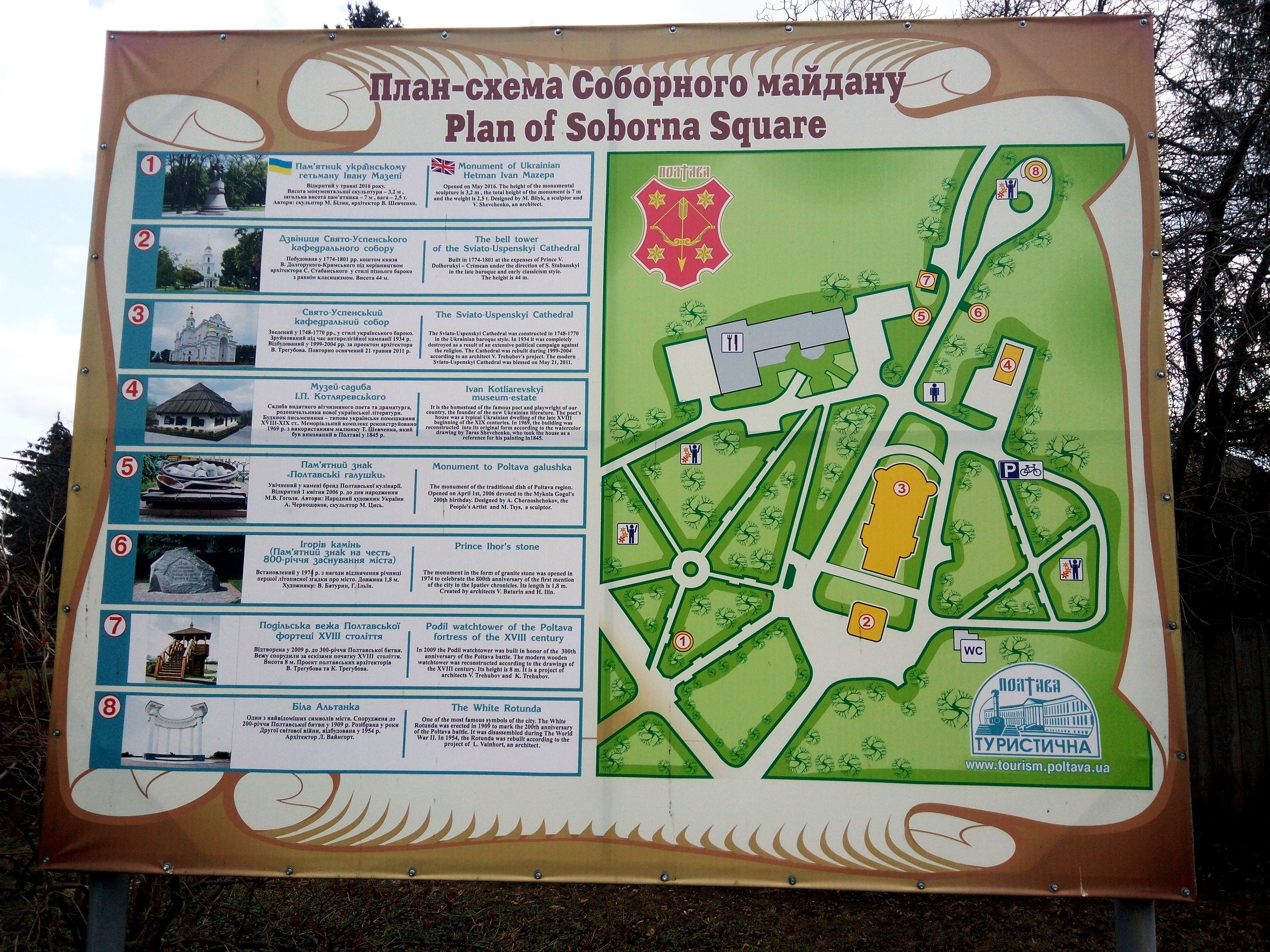
План-схема Соборного майдану
Пам'ятник українському гетьману Івану МазепіПам'ятник українському гетьману Івану Мазепі
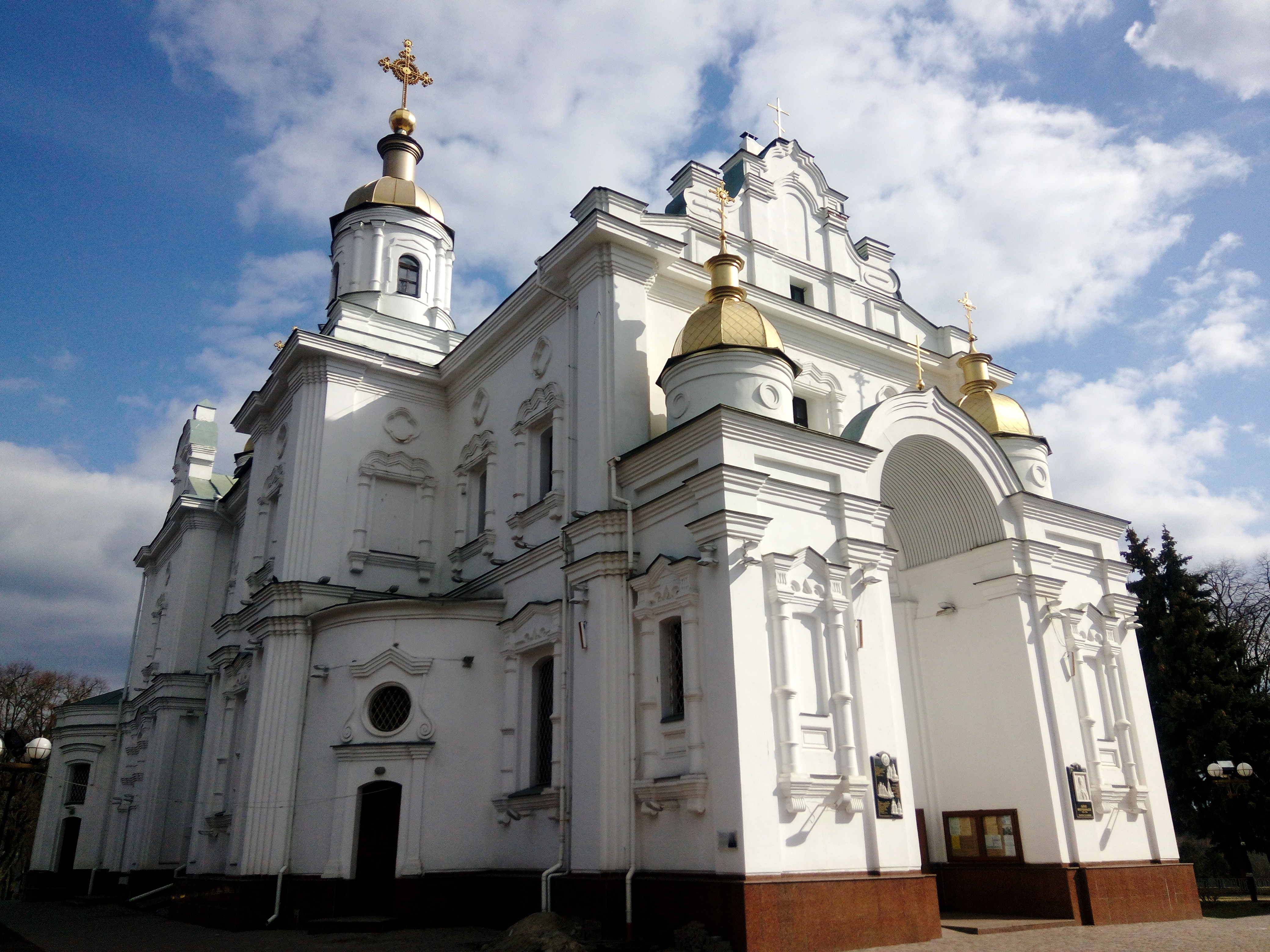
Свято-Успенський кафедральний собор
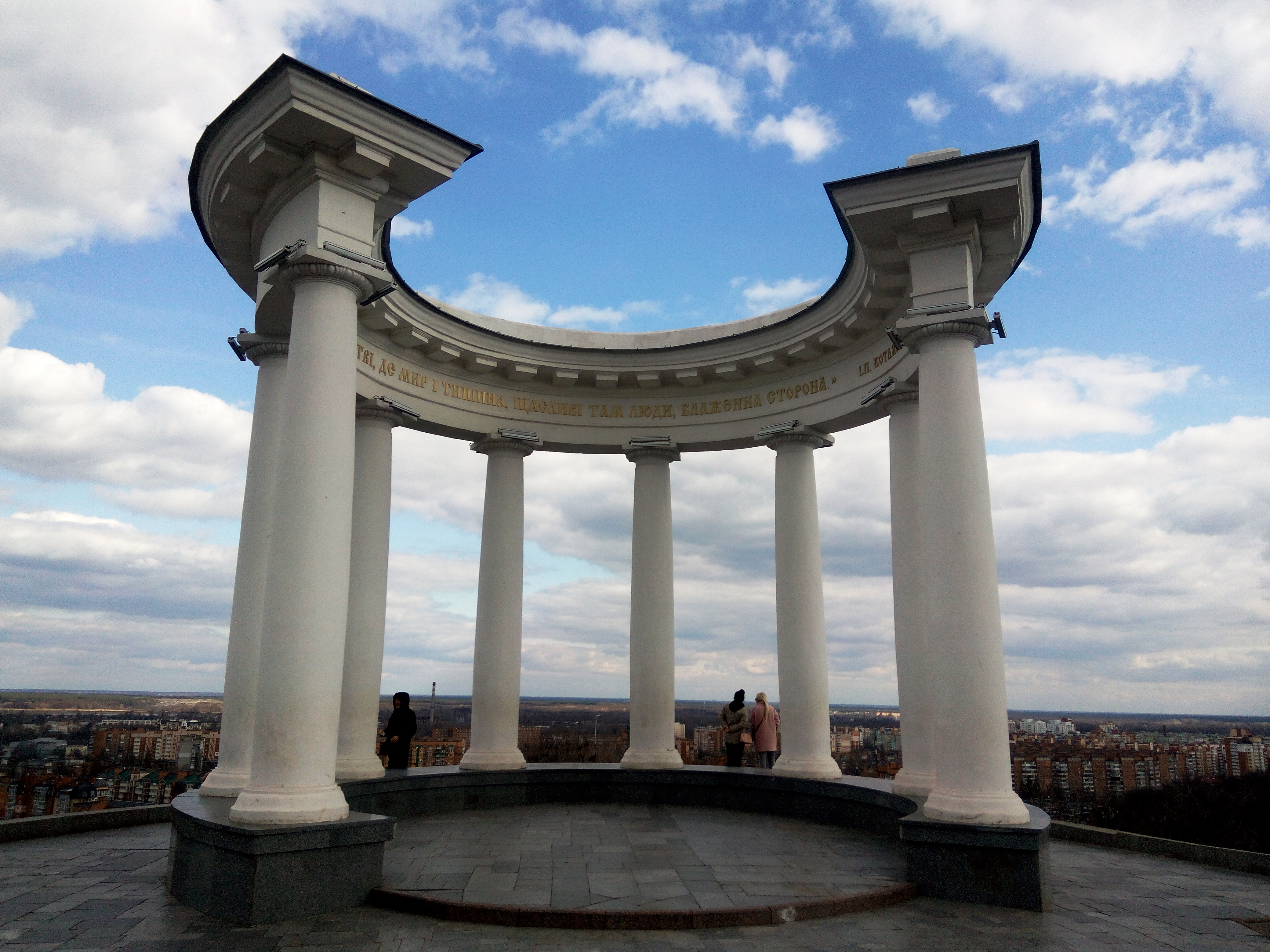
Біла Альтанка
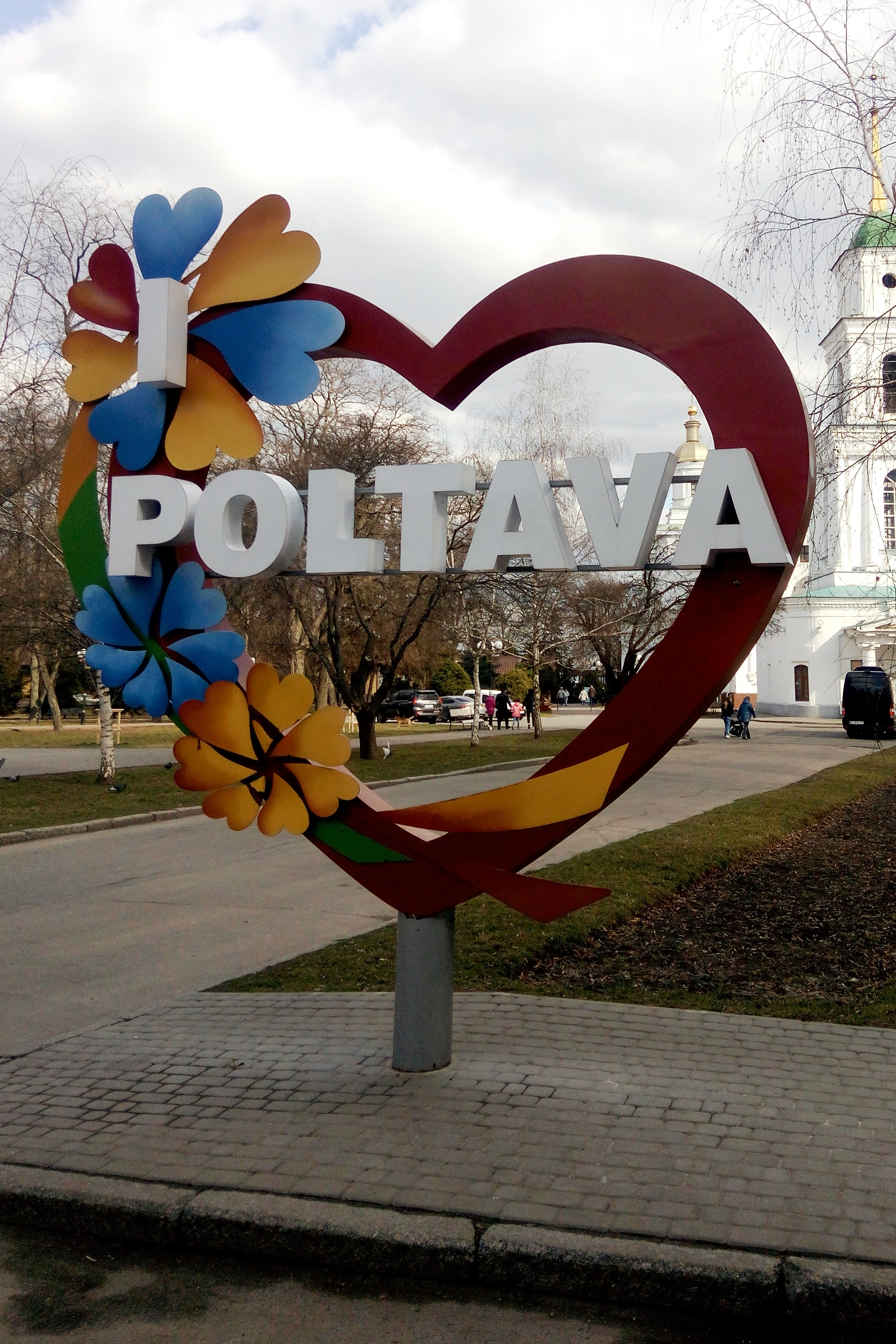
Артоб'єкт "POLTAVA"